# Рубін Каїра
«Рубін Каїра» (ще зустрічається назва «Обман») (англ. Rubi Cairo або Deception) — детектив/трилер 1992 року від режисера Грема Кліффорда. Головні ролі зіграли Енді МакДавелл, Ліам Нісон та Вігго Мортенсен. Прем'єра стрічки відбулася 12 грудня 1992 року в Японії.

## Сюжет
Повертаючись додому з магазину, Бессі Фаро помічає біля свого будинку натовп людей, що змушує її нервувати. Виявляється, що з'явилися докази загибелі її чоловіка Джонні Фаро, який займався ремонтом літаків. Він розбився в Мексиці та опізнати обгоріле тіло вдалося лише по зубах. Однак Бессі не хоче вірити в подібне, але змушена залишити дітей та летіти на похорон. Більше того, вона дізнається, що чоловік залишив їй лише купу несплачених рахунків. Тому вдові доводиться влаштовувати гаражний розпродаж, щоб покращити фінансове становище. Прибувши в Мексику, Бессі відвідує морг та оглядає тіло. Її запевняють, що це точно Джонні й не може бути жодних сумнівів щодо опізнання. Потім Бессі випадково знайомиться з Фергюсом Лембом, який очолює благодійну організацію «Накормимо світ». Після цього дружина Джонні вирушає в мексиканську філію компанії свого чоловіка. Там вона знаходить декілька бейсбольних карток, які були надійно заховані. Ретельно оглянувши свою знахідку вона дізнається, що ці картки є ключами до банківських рахунків. Розгадавши шифр, вона вирушає до місцевого банку, де отримує гроші з першої картки. Пізніше вона розшифровує наступну бейсбольну картку і розуміє, що їй доведеться летіти в Панаму. Завдяки допомозі юриста вона оформлює відповідні документи, щоб не мати проблем при отриманні готівки в інших країнах.
Тим часом люди, які оглядали місце авіакатастрофи разом з Бессі, продовжують ретельно стежити за всіма її діями.
З Мексики Бессі летить до Панами, а звідти на Багами. Всюди вона закриває рахунки й отримує шалені гроші, не розуміючи їх походження. Лише прилетівши в Берлін у Бессі виникають питання, коли працівник банку показує їй транзакції по рахунку. А вже в Греції місис Фаро приходить до думки, що Джонні все ще живий і особисто закрив свій рахунок на минулому тижні. Таким чином Бессі починає розуміти, що її чоловік ніхто інший як контрабандист. Щоб остаточно у всьому розібратися, вона вирушає до Каїру…

## У ролях
| Актор            | Роль          |
| ---------------- | ------------- |
| Енді МакДавелл   | Бессі Фаро    |
| Ліам Нісон       | Фергюс Лемб   |
| Вігго Мортенсен  | Джонні Фаро   |
| Джек Томпсон     | Ед            |
| Емі Ван Ностранд | Мардж Свіммер |

## Цікаві факти
На початку фільму нам показують як хлопчик ловить бейсбольний м'яч фірми Rawlings, хоча вони офіційно стали спонсором вищої ліги лише з 1977 року. До цього моменту гравці використовували екіпірування фірми Spalding.
Назва «Обман» закріпилася за фільмом після того, як він був перемонтований та випущений на відео. Реліз на DVD відбувся 26 квітня 2011 року завдяки компанії Echo Bridge Entertainment. Під новою назвою фільм також вийшов на Blu-ray 11 вересня 2012 року.